# Ewa Bandowska-Turska
Ewa Bandowska-Turska, née le 20 mai 1894 à Cracovie en Autriche-Hongrie et morte le 25 juin 1979 à Varsovie, est une soprano polonaise.

## Biographie
Elle commence ses études avec Aleksander Brandowski-Sas, son oncle, puis les poursuit avec Helena Zboinska-Ruszkowska.
Elle fait ses débuts au concert en 1919, puis chante des ouvrages lyriques. Au cours des années suivantes, elle s'impose progressivement en soliste. Elle excelle dans l'interprétation des mélodies de Debussy, Ravel, Roussel et Szymanowki.

## Sources
- Theodore Baker et Alain Pâris (trad. Marie-Stella Pâris), Dictionnaire biographique des musiciens, R. Laffont, 1995 (ISBN 2-221-90103-7, 978-2-221-90103-8 et 2-221-06510-7, OCLC 896013421, lire en ligne)